# Scheimpflug-principe

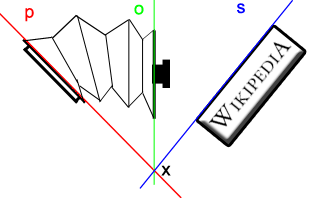
Door het object te kantelen t.o.v. de filmdrager wordt het Wikipedia-logo scherp afgebeeld. Bij een normale camera zou hiervoor de diafragmaopening moeten worden verkleind om scherptediepte te winnen, wat ten koste gaat van de lichtsterkte en dus de beeldkwaliteit.

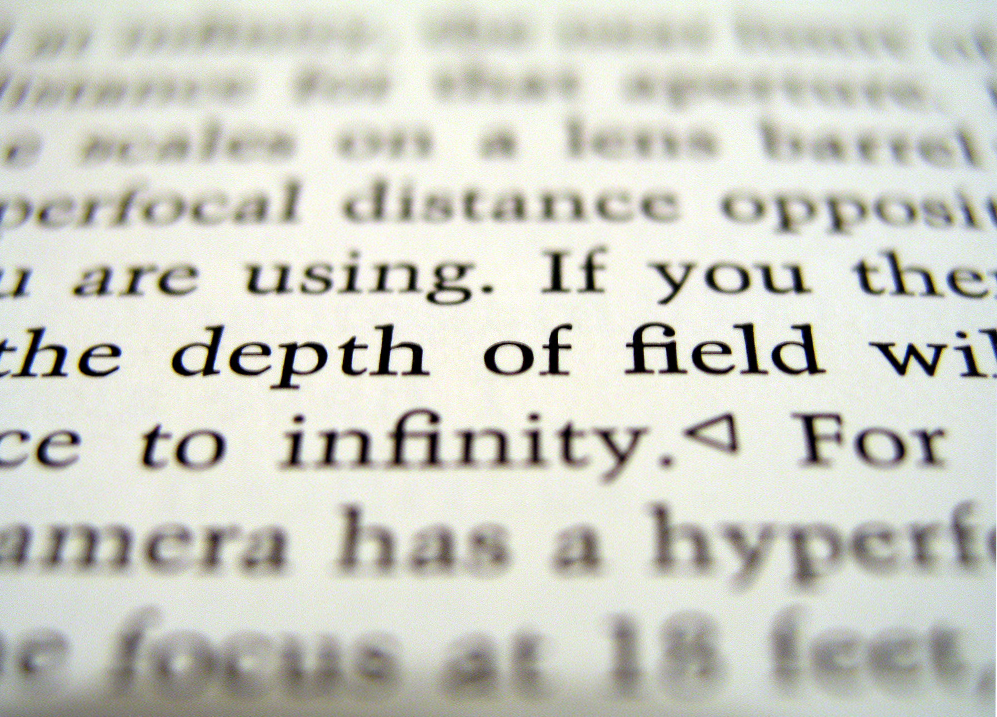
Een onderwerp onder een hoek is zonder het principe van Scheimpflug niet volledig scherp te krijgen.

Het Scheimpflug-principe, ook wel de voorwaarde van Scheimpflug genoemd, beschrijft de ligging van het scherptevlak bij een optische afbeelding. Het is de theorie achter een in de fotografie gebruikte methode om objecten die niet parallel aan het beeldvlak lopen toch scherp weer te geven. Omgekeerd kan onscherpte worden gecreëerd waar die niet verwacht wordt. De methode is vernoemd naar de Oostenrijkse officier en cartograaf Theodor Scheimpflug. 
Bij een "normale" camera is alles scherp wat gelegen is in een zeker vlak, parallel aan het beeldvlak en loodrecht op de optische as van het objectief. Door de beperkte scherptediepte is alles onscherp wat niet in dat scherptevlak ligt. Door diafragmeren is de scherptediepte wel te vergroten, maar het vlak van de grootste scherpte blijft altijd parallel aan het beeldvlak.

## Achtergrond van het principe van Scheimpflug
Scheimpflug ontdekte dat het scherptevlak kantelt als de optische as van het objectief niet meer loodrecht op het voorwerpsvlak staat. De wetmatigheid is dat het voorwerpsvlak (AB in onderstaande afbeelding), het vlak door het objectief (C) en het beeldvlak (scherptevlak) (A’B’) elkaar in één lijn snijden. Deze nieuwe lijn ligt in de z-as en staat dus loodrecht op het scherm. Door hier gebruik van te maken kunnen scheve vlakke objecten toch van voor tot achter scherp afgebeeld worden.
Een bijzonder geval is dat waarbij voorwerpsvlak, het objectiefvlak en het beeldvlak evenwijdig zijn; de gezamenlijke snijlijn ligt dan in het oneindige. Op deze wijze kan door verschuiven van het objectief een perspectivisch beeld onthoekt worden.
| |  |
| Links: Voorwerpsvlak AB, objectiefvlak en beeldvlak A’B’ snijden elkaar in één lijn. Het beeld is scherp, maar perspectivisch vertekend. Rechts: Voorwerpsvlak AB’, objectiefvlak en beeldvlak AB’ zijn evenwijdig, maar verschoven. Het beeld is scherp en „onthoekt”. In beide gevallen wordt het voorwerp AB scherp afgebeeld. |  |

In de afbeeldingen is te zien dat punt A vergroot wordt met een verhouding MA = A’C/AC, terwijl punt B met een verhouding MB = B’C/BC wordt vergroot.
In de rechter afbeelding is MA veel groter dan in de linker afbeelding, terwijl MB rechts juist kleiner is dan links. Bijgevolg wordt in het rechter geval de bovenzijde van het voorwerp veel sterker vergroot, hetgeen de perspectivische vertekening sterk vermindert, en in het ideale geval zelfs opheft. Dit wordt onthoeking genoemd.
Duidelijk is dat de totale beeldhoek van het objectief aanzienlijk groter moet zijn dan men op grond van alleen brandpuntsafstand en beeldformaat zou verwachten.

## Toepassingen
Het principe van Scheimpflug speelt een rol in de fotografie; de technische camera is erop gebaseerd. Dit is een camera waarbij de filmdrager en het objectief onafhankelijk van elkaar kunnen worden verschoven en gekanteld. De onderlinge afstand tussen filmdrager en objectief kan bij elke camera worden ingesteld (scherpstelling), maar bij de technische camera kunnen bovendien zowel het objectiefvlak als de filmdrager ten opzichte van elkaar worden gekanteld en verschoven. Hiertoe heeft de technische camera een balg (een harmonica-achtige vorm) en kan hij als het ware worden „gebogen”. Dankzij deze eigenschap is het mogelijk gebruik te maken van het principe van Scheimpflug; dit geeft de technische camera een groot voordeel in bijvoorbeeld de architectuurfotografie, fotograferen van grote schilderijen en dergelijke, in de fotogrammetrie en in de reclamewereld. 
Dezelfde techniek wordt ook gebruikt in de betere vergrotingsapparaten voor het afdrukken van fotografische negatieven in de donkere kamer: door het vlak van de negatiefhouder, het vlak van het objectief en/of het vlak van het afdrukpapier te kantelen, kan men de foto onthoeken.
Ook bij bioscoopprojectoren wordt dit principe toegepast omdat deze meestal veel hoger staan dan het midden van het scherm. In het Engels staat deze compensatie bekend als „lens shift”. Vooral bij lcd- en DLP-projectoren wordt deze Engelse term veel gebruikt. 